# Михальчишин Адріан Богданович
Адріан Богданович Михальчишин (нар. 18 листопада 1954, Львів) — український і словенський шахіст, гросмейстер (1978), тренер. Фізик. Закінчив Львівський університет. Переможець Всесоюзного турніру молодих майстрів (1977); молодіжних чемпіонатів світу (1977 і 1980) у складі команди СРСР; Спартакіади народів СРСР (1979) у складі команди УРСР. Переможець Кубка Європи у складі команди «Труд» (1984). Учасник ряду чемпіонатів СРСР; найкращий результат в 1984 — 4-е місце. Чемпіон Словенії 2002 року.

## Життєпис
Дідусь о. Степан Корнова, батько матері, був греко-католицьким священником у селі Лабова поблизу Криниці на Лемківщині. Село спалили АКівці одного серпневого вечора, родина залишилася без даху над головою. Невдовзі дідусь з родиною внаслідок операції «Вісла» опинився у Львові, матір та її сестра — у таборах ГУЛАГу.

### Шахова кар'єра
Успішно виступив у багатьох міжнародних змаганнях: Одеса (1973, юніорський турнір ЦШК) — 3-5-е; Рим (1977) — 1-2-е; Чемпіонат України (1977) — 3-е; Врнячка-Баня (1978) — 1-2-е; Печ (1978) — 1-е; Лейпциг (1979) і Копенгаген (1980) — 1-2-е; Баку (1980) — 3-5-е; Тбілісі (1980) — 2-5-е; Сьєнфуегос (1981) — 2-3-е; Гавана (1982) — 4-5-е; Відень (1982) — 1-3-е; Дортмунд (1984) — 4-5-е; Гастінгс (1985 / 1986) — 2-е; Львів (1986) — 6-е; Кашкаїш (1986) — 2-3-е; Мінськ (1986) — 5-7-е; Карвіна (1987) — 2-3-е місце; Брно (1991) — 1 — е; Еекло (1991) — 1-е; Кечкемет (1991) — 1-4-е; Дортмунд (1998) — 1-е; Варшава (2001) — 1-е.

### Тренер
Тренер збірної СРСР (1989) — чемпіонів світу та Європи. Тренував збірні Словенії (1997—2002), Голландії (2002—2006). Тренер збірної Туреччини з (2006) року.
Голова тренерської комісії ФІДЕ з 2009 року.
Наприкінці вересня 2018 року у Батумі в рамках 89-го Конгресу Міжнародної шахової федерації відбулися вибори до Європейського шахового союзу. Адріяна Михальчишина було обрано Віцепрезидентом Європейського шахового союзу.

## Родина
Син — Юрій Михальчишин, політичний діяч, народний депутат України 7 скликання від ВО «Свобода», кандидат політичних наук. На виборах міського голови Львова у 2010 році посів 3-тє місце.

## Турнірні результати

### Чемпіонати України
Адріан Михальчишин зіграв у двох фінальних турнірах чемпіонатів України, набравши загалом 14 очок з 22 можливих (+10-4=8).
| Рік  | Місто   | Турнір                 | + | − | = | Результат | Місце  |
| ---- | ------- | ---------------------- | - | - | - | --------- | ------ |
| 1971 | Донецьк | 40-й чемпіонат України | 6 | 4 | 3 | 7½ з 13   | 13—18  |
| 1977 | Житомир | 46-й чемпіонат України | 4 | 0 | 5 | 6½ з 9    | Bronze |

### Чемпіонати СРСР
Адріан Михальчишин зіграв у чотирьох фінальних турнірах чемпіонатів СРСР, набравши загалом 31½ з 70 можливих очок (+10-16=43).
| Рік  | Місто   | Турнір              | + | − | =  | Результат | Місце |
| ---- | ------- | ------------------- | - | - | -- | --------- | ----- |
| 1978 | Тбілісі | 46-й чемпіонат СРСР | 3 | 5 | 9  | 7½ з 17   | 14—16 |
| 1981 | Фрунзе  | 49-й чемпіонат СРСР | 1 | 7 | 9  | 5½ з 17   | 18    |
| 1984 | Львів   | 52-й чемпіонат СРСР | 4 | 2 | 11 | 9½ з 17   | 4     |
| 1985 | Рига    | 53-й чемпіонат СРСР | 2 | 3 | 14 | 9 з 19    | 14—16 |

## Зміни рейтингу
| На цьому місці має відображатися графік чи діаграма, однак з технічних причин його відображення наразі вимкнено. Будь ласка, не видаляйте код, який викликає це повідомлення. Розробники вже працюють для того, щоби відновити штатне функціонування цього графіка або діаграми. | |
| | На цьому місці має відображатися графік чи діаграма, однак з технічних причин його відображення наразі вимкнено. Будь ласка, не видаляйте код, який викликає це повідомлення. Розробники вже працюють для того, щоби відновити штатне функціонування цього графіка або діаграми. |